# Principiul al treilea al termodinamicii
| Principiile termodinamicii              |
| --------------------------------------- |
| Principiul zero al termodinamicii       |
| • Stabilirea echilibrului termodinamic  |
| • Tranzitivitatea echilibrului termic   |
| Principiul întâi al termodinamicii      |
| Principiul al doilea al termodinamicii  |
| Principiul al treilea al termodinamicii |
| modifică                                |

Al treilea principiu al termodinamicii a fost formulat mai întâi de către Walther Nernst în 1906 și a fost denumit teorema lui Nernst, iar apoi a fost reformulat de către Max Planck. Principiul al treilea nu conține funcții de stare, dar el face ca funcțiile de stare să poată fi determinate numeric, și deci, să poată fi utilizate în practică.
Principiul al III-lea al termodinamicii se referă la modul cum se comportă entropia unui sistem în vecinătatea temperaturii de zero absolut:
„Când temperatura absolută a unui sistem tinde către zero, entropia sa tinde către o constantă universală, finită, care, pentru sistemele pure condensate, poate fi egală cu zero.”
{\displaystyle \lim _{T\to 0K}S=const.}   sau {\displaystyle \lim _{T\to 0K}\Delta S=0.}
Șerban Țițeica a arătat că mecanica statistică clasică, bazată pe o distribuție continuă a energiei, este incompatibilă cu principiul al treilea al termodinamicii. 

## Formularea lui Planck
Deci pentru {\displaystyle T\to 0K}, entropia sistemului nu poate fi modificată prin nicio acțiune.
Planck a arătat că pentru {\displaystyle T\to 0K} nu numai {\displaystyle \Delta S\to 0,} ci și {\displaystyle S\to 0.}
Formularea dată de Planck este:
„Când temperatura tinde la zero absolut, entropia sistemului este nulă.”
{\displaystyle \lim _{T\to 0K}S=S_{0}=0.}
Formularea principiului al treilea al termodinamicii se mai face și astfel: "Prin nicio experiență nu poate fi atinsă temperatura de zero absolut".

## Consecințe
Din principiul al treilea al termodinamicii rezultă următoarele consecințe:
1. Capacitățile termice Cx, pentru un parametru x constant, tind spre zero pentru {\displaystyle T\to 0\;K.}
2. Coeficientul de dilatare termică și coeficientul termic al presiunii tind spre zero când {\displaystyle T\to 0\;K.}
3. Este imposibilă atingerea temperaturii de zero absolut.

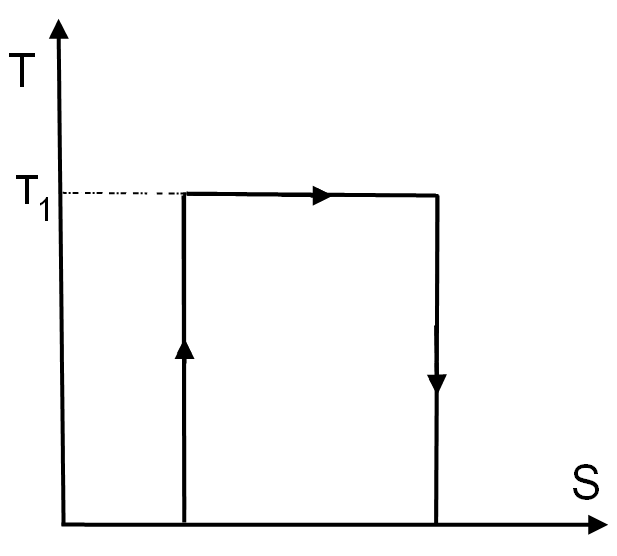
Ciclu Carnot cu T_{2} = 0.

Pentru a se demonstra această ultimă afirmație, se imaginează un ciclu Carnot cu T2 = 0.
Variația entropiei pe întregul ciclu este:
{\displaystyle \Delta S=\oint {\frac {\partial Q}{T}}={\frac {Q_{1}}{T_{1}}}.}
Dar conform principiului al doilea al termodinamicii, variația entropiei într-un proces ciclic reversibil, cum este și ciclul Carnot, este zero (teorema lui Clausius).
Deci:
{\displaystyle \Delta S=\oint {\frac {\partial Q}{t}}=0.}
Se obține că Q1/T1=0, deși Q1 primită de la sursa caldă este nenulă.
Această contradicție se explică prin aceea că s-a încercat să se presupună că se poate construi un ciclu Carnot cu temperatura sursei reci {\displaystyle T_{2}=0\;K.}
Deci este imposibil să se realizeze un ciclu în care temperatura agentului termic să atingă temperatura de 0 K sau, altfel spus, temperatura „zero absolut” nu poate fi atinsă.